# And Me U
And Me U – trzeci album studyjny włoskiego zespołu muzycznego Corona. Został wydany w czerwcu dwutysięcznego roku i zawiera trzynaście utworów.

## Lista utworów
| Nr  | Tytuł                     | Długość |
| --- | ------------------------- | ------- |
| 1.  | Volcano                   | 3:40    |
| 2.  | Everything You Need       | 4:07    |
| 3.  | Good Love                 | 4:09    |
| 4.  | And Me U                  | 3:45    |
| 5.  | Thinking About You        | 3:37    |
| 6.  | Step Right Up             | 3:56    |
| 7.  | Let Me Share Your Secret  | 3:38    |
| 8.  | Baby, Give It Up          | 3:37    |
| 9.  | On A Day Like Today       | 3:18    |
| 10. | All I Ever Wanted Was You | 3:13    |
| 11. | I Only Came To Dance      | 3:55    |
| 12. | Fired Up                  | 3:25    |
| 13. | Volcano (Seismic Mix)     | 4:38    |